# Debbie Lee Carrington
Deborah Lee Carrington, abbreviata spesso in Debbie (San Jose, 14 dicembre 1959 – Pleasanton, 23 marzo 2018), è stata un'attrice e stuntwoman statunitense.

## Biografia
Figlia di un manager assicurativo e di una insegnante, affetta da nanismo genetico, nel 1982 si è laureata in psicologia infantile all'università della California Davis. Oltre alla carriera accademica si dedicò alla carriera di attrice sfruttando la sua fisicità, che le permise di ottenere frequentemente ruoli marginali "in costume". Tra le produzioni più famose a cui prese parte Il ritorno dello Jedi del 1983 nel ruolo di un Ewok (che riprese anche in L'avventura degli Ewoks nel 1984) e Atto di forza nel 1990.
Ha partecipato anche a molte serie televisive, come Dexter, Buffy l'ammazzavampiri, Sposati... con figli, Nip/Tuck e Boston Legal.

## Filmografia
- Sotto l'arcobaleno, regia di Steve Rash (1981)
- Il ritorno dello Jedi, regia di Richard Marquand (1983)
- L'avventura degli Ewoks, regia di John Korty (1984)
- Il ritorno degli Ewoks, regia di Jim Wheat e Ken Wheat (1985)
- Howard e il destino del mondo, regia di Willard Huyck (1986)
- Captain EO, regia di Francis Ford Coppola (1986)
- Invaders, regia di Tobe Hooper (1986)
- Bigfoot e i suoi amici, regia di William Dear (1987)
- The Garbage Pail Kids Movie, regia di Rod Amateau (1987)
- Il falò delle vanità (film), regia di Brian De Palma (1990)
- Club Fed, regia di Nat Christian (1990)
- Atto di forza, regia di Paul Verhoeven (1990)
- Spaced Invaders, regia di Patrick Read Johnson (1990)
- Mom and Dad Save the World, regia di Greg Beeman (1992)
- Cattive ragazze, regia di Marina Ripa di Meana (1992)
- Batman - Il ritorno, regia di Tim Burton (1992)
- Men in Black, regia di Barry Sonnenfeld (1997)
- Kiss Me, regia di Robert Iscove (1999)
- Tiptoes, regia di Matthew Bright (2003)
- Scary Movie 3 - Una risata vi seppellirà, regia di David Zucker (2003)
- Polar Express, regia di Robert Zemeckis (2004)
- La maledizione di Chucky, regia di Don Mancini (2013)
- Gracie and Frankie - serie tv, episodio 2X12